# Crew Love
Singles par Drake
Amen
(2012) Enough Said
(2012)
Singles par The Weeknd
Remember You
(2012)
Crew Love est une chanson du rappeur canadien Drake en duo avec le chanteur The Weeknd, sortie le 30 juillet 2012 sous les labels Young Money Entertainment, Cash Money Records, Republic Records, apparaissant sur l'album Take Care. 

## Certification
| Pays        | Certification | Unité     | Référence |
| ----------- | ------------- | --------- | --------- |
| États-Unis  | Platine       | 1 000 000 | [ 2 ]     |
| Royaume-Uni | Or            | 400 000   | [ 3 ]     |